# 桂林县 (西汉)
桂林县，中国古县名。
西汉时设置，治所在今广西壮族自治区象州县东南。属郁林郡。唐朝乾封元年（666年）并入武仙县。